# Airbus Helicopters H125
Airbus Helicopters H125 (ранее Aérospatiale AS.350 Écureuil / AS 350 «Экюрей») (с фр. — «белка») — одномоторный легкий вертолет общего назначения, первоначально разработанный и произведенный во Франции компаниями Aérospatiale и Eurocopter (теперь Airbus Helicopters). В Северной Америке AS350 продается как AStar. Eurocopter AS355 Écureuil 2 представляет собой двухмоторный вариант, продаваемый в Северной Америке под наименованием TwinStar.
Eurocopter EC130 (в настоящее время Airbus Helicopters H130) является производным вертолетом от AS350 и рассматривается производителем как часть семейства Écureuil.

## Разработка и производство
В начале 1970-х годов фирма Aérospatiale инициировала программу разработки замены устаревшему вертолёту Aérospatiale Alouette II. Хотя Aérospatiale Gazelle, разработанный в 1960-х, получил многочисленные заказы от военных операторов, коммерческие продажи этого летательного аппарата были меньше, чем ожидалось, поэтому потребовалась разработка вертолета для гражданских нужд.
Цель возглавлявшейся главным инженером Aérospatiale Рене Муи разработки новой винтокрылой машины — производство экономичного и экономически эффективного летательного аппарата, поэтому в проектировании активно участвовали отделы производства и закупок Aérospatiale. Для достижения этого применили заимствованную из автомобильной промышленности технологию производства — конструкции из листового проката. Еще одно нововведение — несущий винт Starflex. Также было решено, что гражданский и военный варианты нового вертолета разработают по установленным военным требованиям по эксплуатации и обслуживанию.
27 июня 1974 года первая версия прототипа AS350C с турбовальным двигателем Lycoming LTS101 впервые взлетела в Мариньяне, Франция. Второй прототип с двигателем Turbomeca Arriel 1A поднялся в воздух 14 февраля 1975 года. Версия AS350B с двигателем Arriel, предназначенная для продажи по всему миру, за исключением Северной Америки, была сертифицирована во Франции 27 октября 1977 года, а версия AS350C с двигателем Lycoming (или AStar) Федеральное управление гражданской авиации США сертифицировало 21 декабря 1977 года. Поставки AS350B заказчикам начались в марте 1978 года, AS350C — в апреле 1978 года. В 2018 году стало известно, что компания Safran Helicopter Engines, филиал компании Safran, увеличила межремотный ресурс двигателей Arriel 2D на вертолеты H125. Время между периодическими капитальными ремонтами на этих силовых установках продлено на 25 % — до 5000 часов. Нововведение касается как новых, так и находящихся в эксплуатации ВС. В результате снижается время простоя машин.

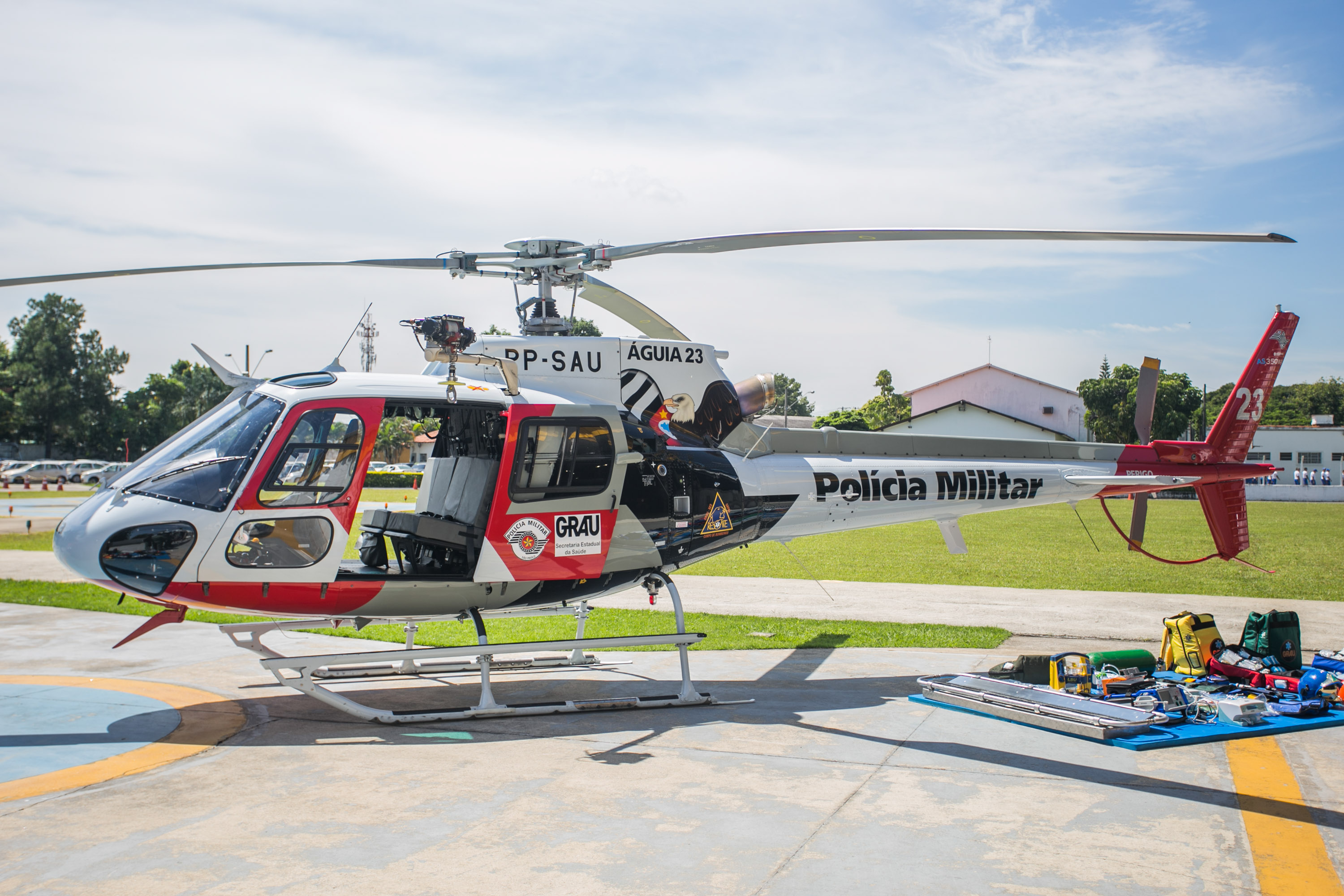
Airbus Helicopters H125 военной полиции Бразилии

Со временем вертолет AS350 Écureuil/AStar получил своё развитие. Хотя конструкция летательного аппарата в целом остается схожей, такие важные аспекты, как конструкция несущего винта, силовые установки и авионика продолжили совершенствовать. 6 февраля 1987 года поднялся в воздух прототип AS350  с рулевым винтом, выполненным по схеме «Фенестрон» вместо привычной конструкции. 1 марта 1997 года первый прототип AS350B3, оснащенный двигателем Arriel 2B, впервые совершил полёт.
Программы по модернизации AS350 осуществляют сторонние аэрокосмические фирмы, также занимающиеся послепродажным обслуживанием в дополнение к тем услугам, которые доступны у основного производителя этого типа вертолёта. Постепенно вводились варианты AS350B, AS350 BA, AS350 B1, AS350 B2 и AS350 B3 с двигателем Arriel. AS350 B3 отличается от предыдущих моделей более широким использованием цифровых систем, таких как комплекс авионики G500H производства Garmin и электронно-цифровая система управления двигателем.
До 2013 года этот летательный аппарат производили в основном на заводе Eurocopter в Мариньяне, недалеко от Марселя во Франции. Для рассредоточения производства вертолетов и своевременных поставок на рынок коммерческих вертолетов США компания Eurocopter решила начать производство и окончательную сборку AS350 на своем заводе в Колумбусе, штат Миссисипи. Astar был самым продававшимся продуктом Eurocopter на коммерческом рынке США: в какой-то момент каждый рабочий день продавали примерно один AS350 . В марте 2015 года первый AS350 B3e, собранный компанией на заводе в Колумбусе, получил сертификат Федерального управления гражданской авиации США. В декабре 2015 года Airbus Helicopters сообщила о намерении удвоить темпы производства AS350 в Колумбусе в 2016 году по сравнению с предыдущим годом, и заявила, что предприятие способно производить до 65 AS350 в год.

## Конструкция
AS350 представляет собой однодвигательный вертолёт, оснащённый силовой установкой Lycoming LTS101 или Turbomeca Arriel, которая приводит в движение трёхлопастной несущий винт, оснащенный головкой ротора Starflex. Этот тип известен высотными характеристиками и использовался операторами в соответствующих условиях. Версия с двумя двигателями Eurocopter AS355 Écureuil 2 оснащают двумя двигателями Allison Model 250, обеспечивающими общую максимальную выходную мощность 317 л.с. (236 кВт). «Экюрей» также известен своими высотными характеристиками, и операторы регулярно используют его в таких условиях. Несущий и рулевой винты изготовлены из композитных материалов и сконструированы так, чтобы свести к минимуму коррозию и снизить требования к техническому обслуживанию.

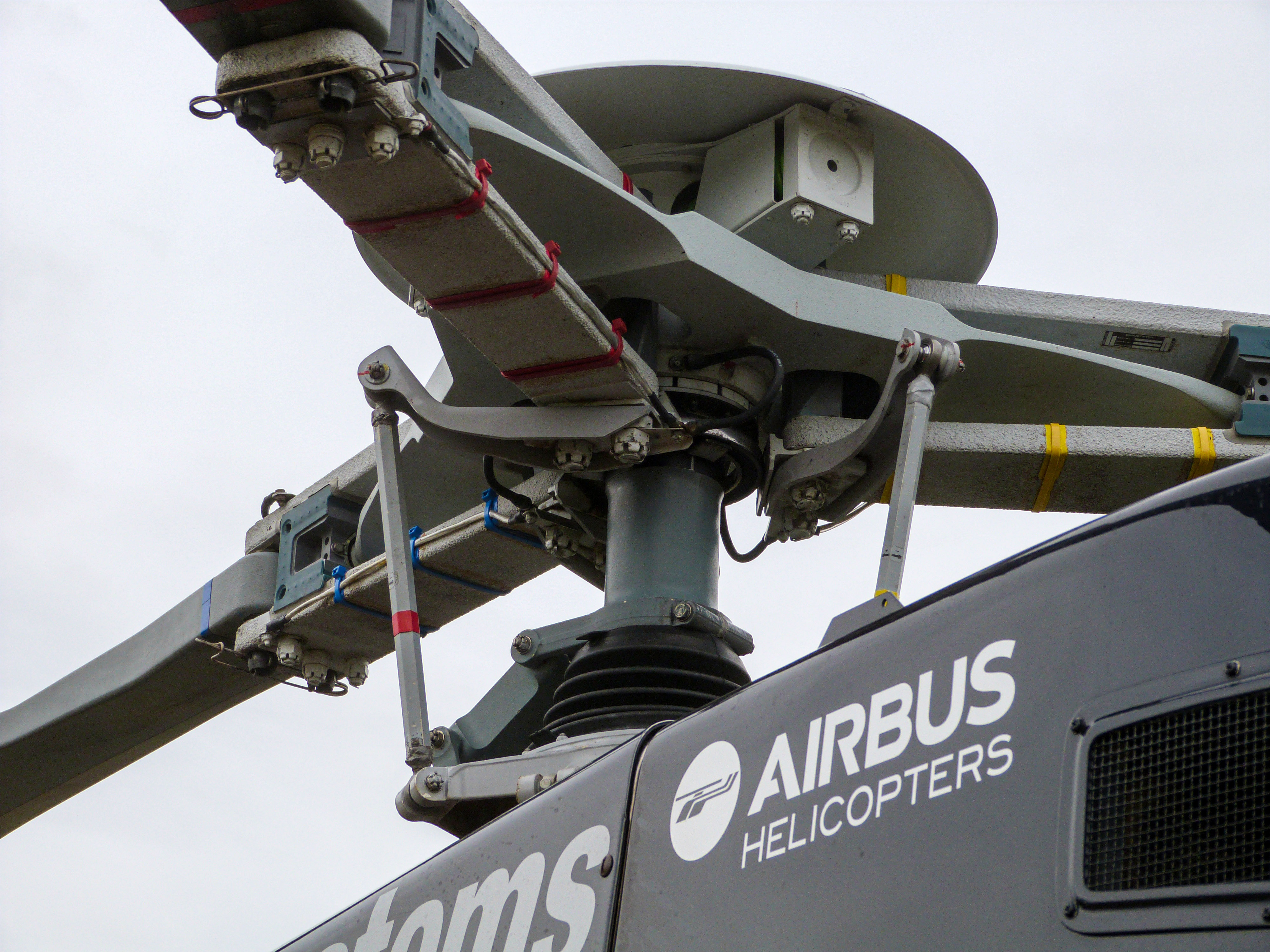
Несущий винт Starflex вертолёта H125

«Экюрей» разрабатывали с учетом требований по уровню шума, в том числе для таких мест, как национальные парки. Уровень шума в салоне позволяет пассажирам легко переговариваться во время полета. Вертолёт также можно быстро запускать и останавливать, что часто бывает полезно при оказании неотложной медицинской помощи. AS350 оснащен дублирующей гидравлическую системой управления полетом. В случае отказа гидравлики органы управления вертолетом сохраняют работоспособность, хотя и требуют больших физических усилий. Аварийные процедуры Eurocopter в случае отказа гидравлики требуют, чтобы пилоты поддерживали скорость 40-60 узлов. По словам шеф-пилота американского филиала Eurocopter Брюса Уэбба, именно на таких скоростях нагрузки на органы управления воздушным судном будут самыми легкими с точки зрения аэродинамики.
Большая часть авионики AS350 поставлена американской компанией Garmin, например индикатор отклонения от курса GI 106A, всенаправленный азимутальный радиомаяк, индикатор глиссады, приёмник GPS GNS 430, авиационный ответчик GTX 327 режимов A и C, и переговорное устройство GMA 340H. Многофункциональный дисплей систем и двигателя (VEMD) и индикатор количества топлива (FLI) повышают безопасность вертолёта во время полёта, уменьшая количество приборов, которые должен контролировать пилот и снижая его рабочую нагрузку. Для повышения плавности полёта, что положительно влияет на комфорт и безопасность пассажиров, могут быть установлены системы повышения устойчивости. Вертолёты более позднего выпуска оснащены новой интегрированной системой автоматического управления полётом (AFCS) с автопилотом, стеклянной кабиной с тремя жидкокристаллическими дисплеями и цифровой авионикой, такой как система картографии местности с синтезированным видением. Также монтируют центральную консоль Airbus Multibloc, на которой можно установить радиоприемники и передатчики.
В AS350 можно использовать несколько конфигураций кабины: от четырёх до шести пассажиров в типичной конфигурации пассажирских сидений. Большие раздвижные двери можно установить с любой стороны кабины. В парках некоторых эксплуатантов обстановка салона была спроектирована таким образом, чтобы обеспечить быструю реконфигурацию внутреннего пространства и/или оснащения оборудованием для оперативной смены функциональных возможностей летательного аппарата.
Операторы государственных служб, например, правоохранительные органы, часто устанавливают на своих вертолётах инфракрасные камеры, оптико-электронные средства наблюдения и другие системы для выполнения возложенных задач. Другое дополнительное оборудование, предлагаемое для установки на H125: каналы передачи данных в реальном времени, спасательные подъемники, подвесные грузовые крюки, внешние зеркала с электроприводом, прожекторы, тактические консоли, совместимость с очками ночного видения, система интерактивных карт, внутренние крепления кабины для размещения различных грузов, запасная аккумуляторную батарею, фильтры для защиты от песка и пыли, система предупреждения столкновения с проводами, возможность использования 4-канальной радиосвязи, окна в полу кабины и съёмные сиденья.
Усовершенствования современных вертолётов H125 превосходят возможности старых моделей. Модернизация включает двухканальную электронно-цифровую систему управления двигателем, более широкое использование цифровой авионики в кабине, снижение затрат на техническое обслуживание и ремонт, а также измененный дизайн кабины. Старые вертолёты часто подвергаются программам модернизации, включающим установку новых систем авионики, стеклянной кабины, а также различного дополнительного оборудования.

## История службы

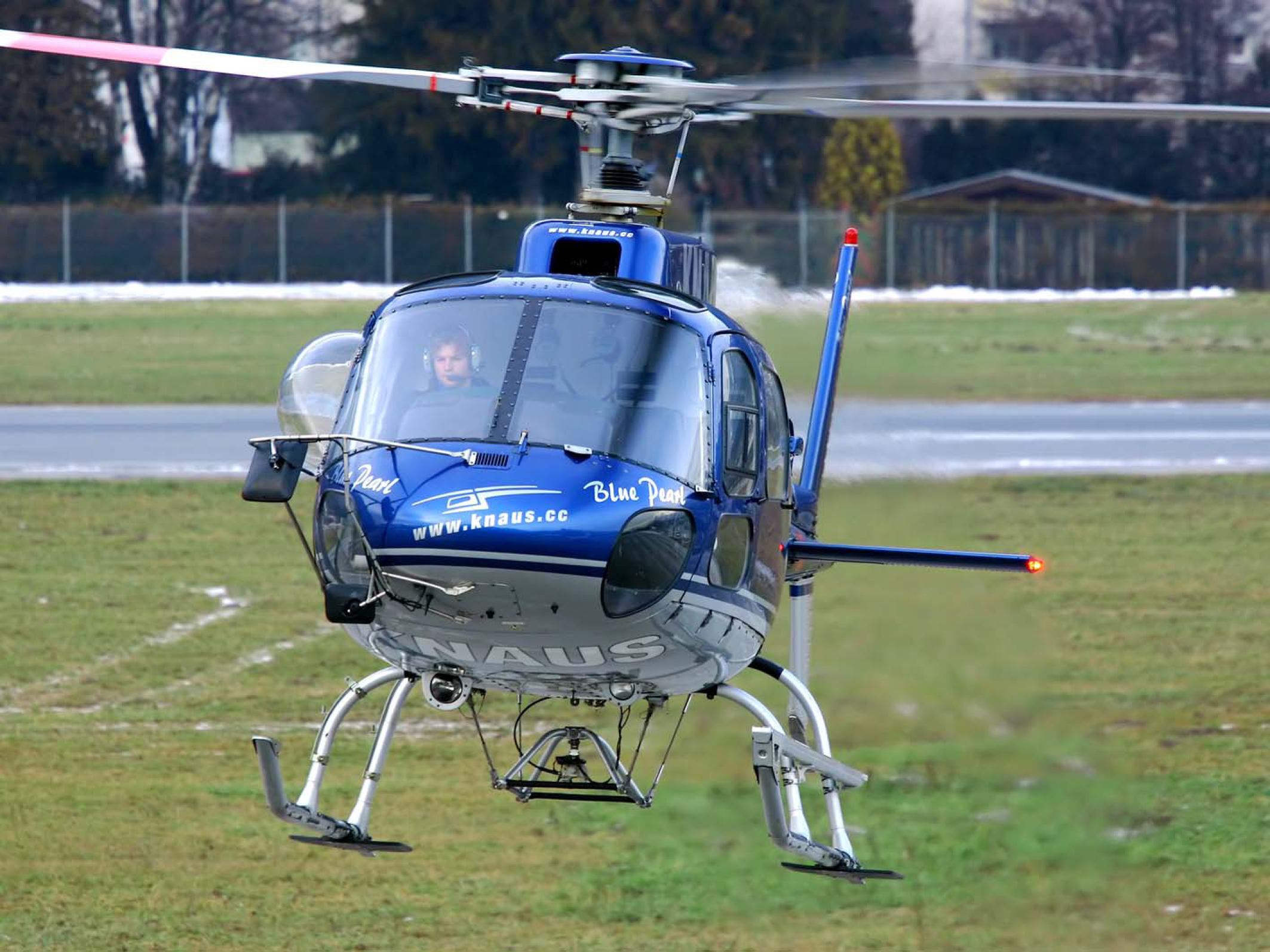
AS350, оснащенный подвесной системой для перевозки грузов

Мировой парк — более 1000 единиц H125. Многие из них эксплуатируют в жёстких климатических условиях, так как модель приспособлена к эксплуатации в условиях высокогорья и жаркого климата. H125 используют для различных задач, включая пожаротушение, мониторинг ЛЭП, авиационных работ, аэровидеосъёмки, миссий по медицинской помощи, охране правопорядка, геологоразведке и других задач.  
По словам Дмитрия Перепелкина, главы вертолётного подразделения Airbus в России, в 2021 году в Российской Федерации эксплуатировали около 80 вертолётов этого типа. По сообщению пресс-службы Airbus Helicopters Vostok, заказчиков из России в первую очередь привлекает цена вертолёта: она значительно ниже, чем у AW119 (на 30 %) и Bell 407 (на 20 %) (для сравнения использованы цены в РФ с учётом таможенной пошлины и стоимости доставки). В мае 2017 года на Международной выставке вертолётной индустрии HeliRussia-2017 AHV объявила о новой ценовой политике по поставке запасных частей и компонентов российским клиентам. В частности, как сообщал портал «АвиаПорт», стоимость доставки для плановых заказов на сумму от 15 тысяч евро стала фиксированной и составляет 5 % от стоимости изделия на условиях Еx-Works завода Airbus Helicopters до российского НДС и с учётом таможенных пошлин. В 2018 г. парк авиакомпании «ЮТэйр — Вертолетные услуги» пополнился четырьмя единицами H125. Контракт на новые машины был заключен с производителем Airbus Helicopters осенью 2017 г. Поставки машин начались в апреле-мае 2018 года и завершились к середине лета. В этот же период вертолёты ввели в эксплуатацию. По словам первого заместителя генерального директора по коммерции вертолетного оператора Олега Семенова, на 2017 год в парке группы «ЮТэйр» числится 21 машина AS350/AS355, что в свою очередь делает эту компанию крупнейшим оператором вертолётов этого типа в России.
14 мая 2005 года AS350 B3, пилотировавшийся лётчиком-испытателем Eurocopter Дидье Дельсалем, приземлился на вершине Эвереста на высоте 8848 м (29 030 футов), установив рекорд, официально подтверждённый Международной авиационной федерацией. 29 апреля 2010 года Eurocopter AS350 B3 Ecureuil спас трёх испанских альпинистов с высоты 6900 метров на склоне горы Аннапурны. Летчик Даниэль Ауфденблаттен сумел сделать три полёта, снимая по одному пострадавшему за раз. Достижение вырослодо 7800 м (25 590 футов) во время операции по спасению канадского актера и альпиниста Сударшана Гаутама (потерявшего обе руки в 11 лет) между лагерями III и IV на Северном седле Эвереста утром 20 мая 2013 года. 2 июня 2014 года AS350 B3e побил национальный рекорд в Мексике, успешно приземлившись на вершине вулкана Орисаба высотой 5636 м (18 490 футов), самой высокой горе страны.
AS350 AStar добился успеха на рынке США, став к 2015 году самым популярным вертолётом американских правительственных учреждений, причем правоохранительные органы — типичный пример использования этого типа вертолёта. К 1999 году AS350 стал основным вертолётом, используемым Таможенной службой США для участия в операциях, а к 2007 году агентство стало крупнейшим оператором этого вертолёта в мире. К 2012 году из 3300 единиц AS350, находившихся в эксплуатации по всему миру, 783 находились в эксплуатации у американских операторов.
В декабре 2014 года компания Airbus Helicopters China получила разрешение Европейского агентства безопасности полётов (EASA) на проведение обучения персонала и обслуживания вертолётов AS350 на своем предприятии в Шэньчжэне. Также было получено разрешения на обслуживание компонентов AS350, таких как главный и хвостовой редукторы, ремонт лопастей несущего винта, проведение неразрушающего контроля вертолёта. 9 сентября 2015 года первая в Китае компания по лизингу вертолётов CM International Financial Leasing Corp Ltd (CMIFL) разместила заказ на 100 вертолётов «Экюрей», которые должны представлять собой гибрид вертолетов H125 и H130.

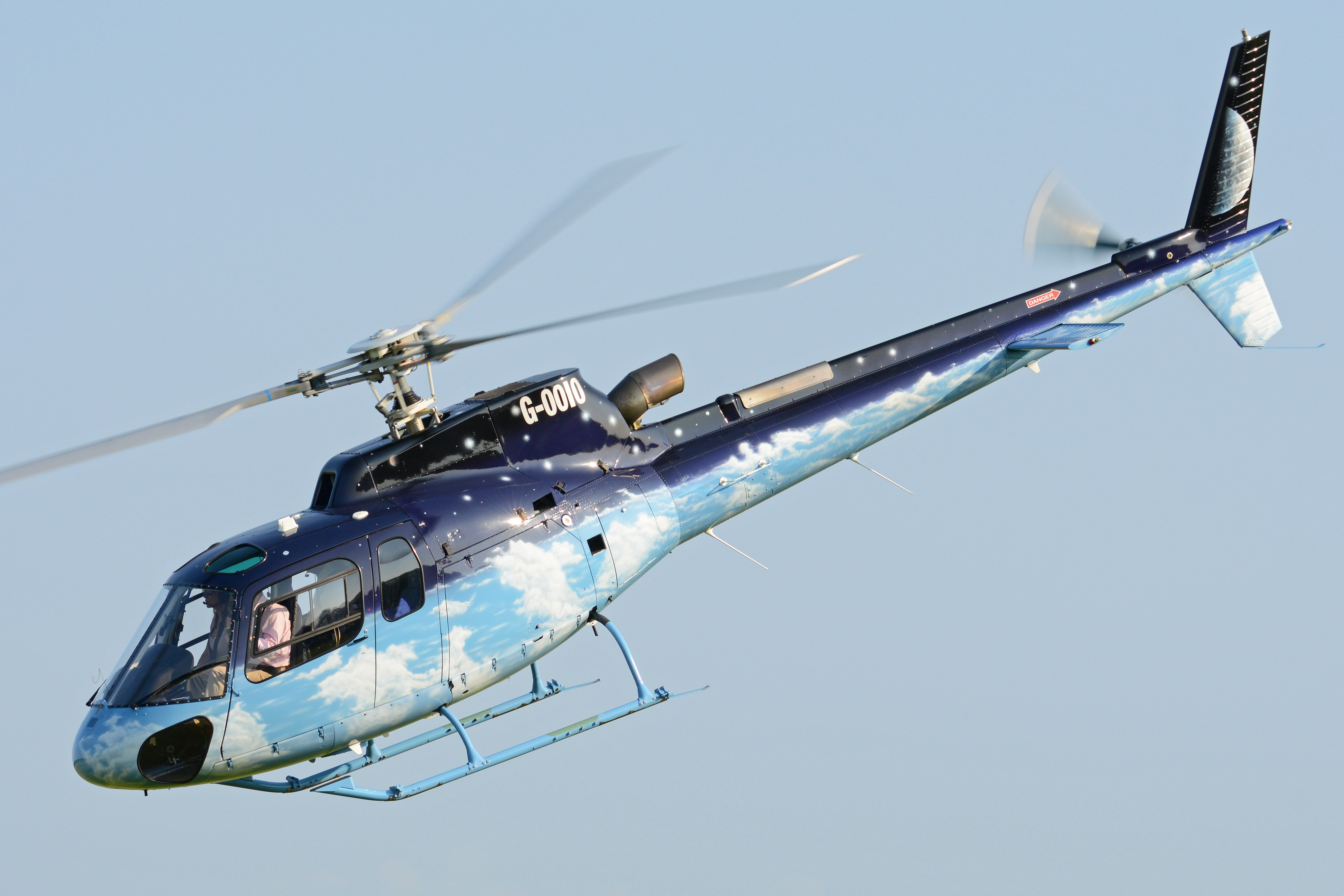
Aerospatiale AS350B3 на авиашоу в Великобритании

Бразилия — также активный оператор AS350. К 2011 году в стране действовало более 300 вертолётов, в том числе с палубы авианосца «Сан-Паулу». С 1984 года ВМС Бразилии используют AS350 для поддержки Бразильской антарктической программы. В стране работает Helibras, дочерняя компания Eurocopter. Из 600 вертолётов, произведенных внутри страны для бразильского рынка к 2012 году, 70 % составляли AS350. В январе 2011 года Helibras подписала контракт с бразильской армией на капитальную модернизацию и ремонт существующего парка из 36 вертолётов AS350 Ecureuil. К 2011 году эти вертолёты служили в армейской авиации Бразилии более двух десятилетий, и программа модернизации Helibras обеспечила непрерывную эксплуатацию вертолётов ещё как минимум на 25 лет. В программу модернизации до версии H125M включена установка стеклянной кабины с тремя большими жидкокристаллическими дисплеями, интеграция автоматической системы управления полётом (AFCS) с автопилотом, улучшенные пилотские кресла с лучшим обзором и усиленной защитой.
В Великобритании Летная школа военных вертолётов (Defence Helicopter Flying School) эксплуатировала 26 вертолётов AS350, получивших обозначение Squirrel HT1, для обучения пилотов британских вооружённых сил. Этот вертолёт был выбран с 1997 года в качестве замены устаревшему Aérospatiale Gazelle. К 2015 году общий налёт этих вертолётов составил более 100 000 часов. В сентябре 2014 года Министерство обороны Великобритании опубликовало запрос предложений по замене Squirrel HT1. Airbus Helicopters уже объявила о намерении предложить смешанный парк самолётов Eurocopter EC130 и Eurocopter EC135.
С мая 1984 года авиация Королевского военно-морского флота Австралии эксплуатирует парк вертолётов AS350, которые в 1995 году модернизировали до стандарта AS350 BA. Королевские ВВС Австралии ранее использовали AS350 в учебных целях и некоторое время для поисково-спасательных операций, но все они были переданы австралийской армии. Во время войны в Персидском заливе 1990-1991 годов вертолёты «Экюрей» осуществляли наблюдение за судоходством, поиск мин и  прикрытие для операций по высадке с вертолётов. Они также были развернуты в Восточном Тиморе и участвовали в многочисленных операциях по оказанию помощи при стихийных бедствиях, тушении лесных пожаров и наводнениях на юго-востоке. В 2017 году AS350 был выведен из эксплуатации ВМС Австралии.
В период с июня 2007 года по декабрь 2007 года ВВС Дании разместили четыре вертолёта AS350 в международном аэропорту Басра, Ирак, для выполнения задач связи и разведки в поддержку коалиционных сил во время войны в Ираке.
В июне 2015 года министерство обороны Аргентины заказало 12 единиц H125 на замену вертолётам Aérospatiale SA 315B Lama производства 1970-х годов, предназначенных для выполнения различных не военных миссий: поисково-спасательных операций на территории Аргентины и задач по медицинской эвакуации, на что указывает заказ гражданской версии H125, а не военного варианта H125M.

## Варианты
AS350
Прототип, совершивший первый полет 27 июня 1974 года.
AS350B

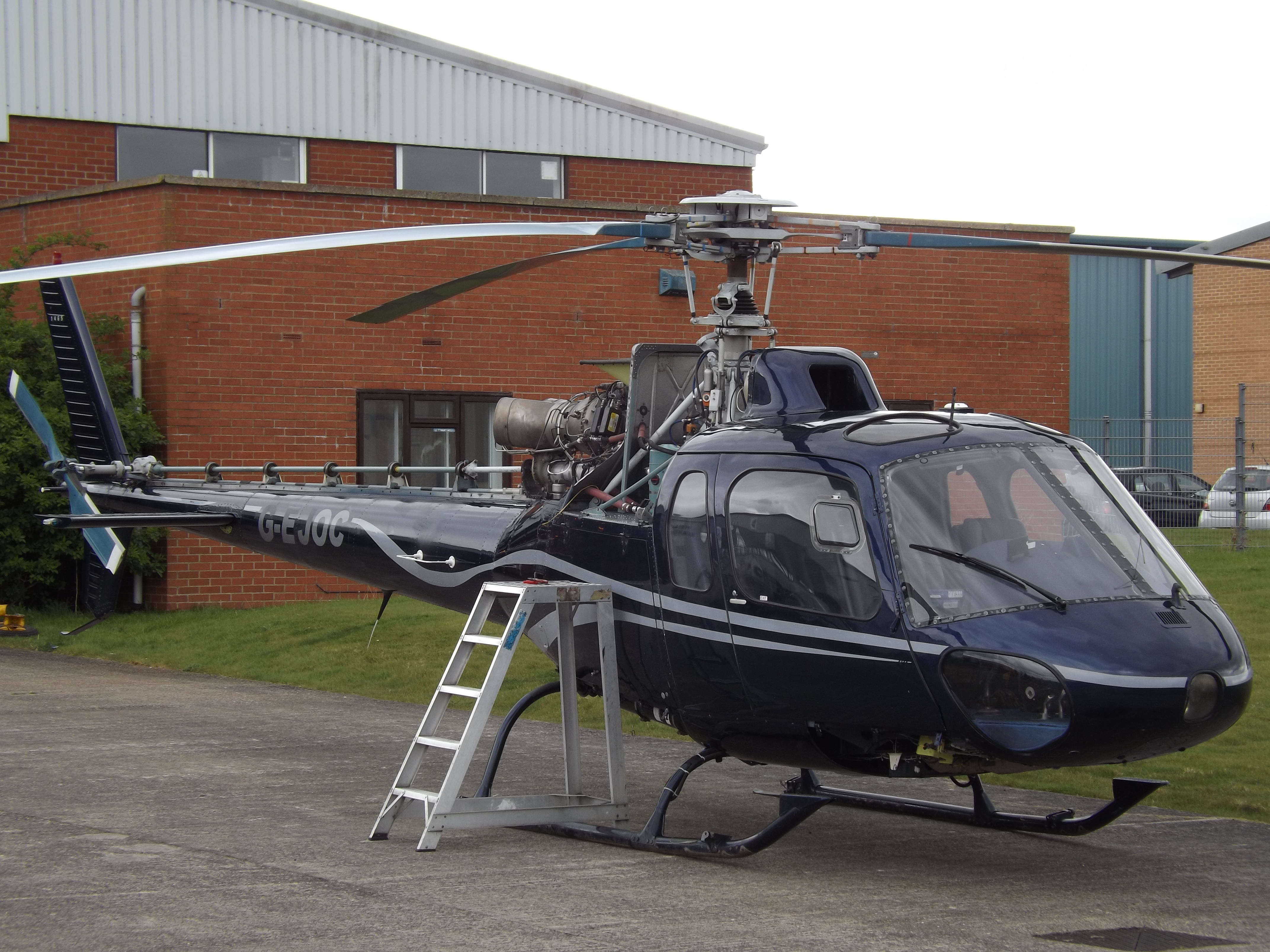
AS350B на техническом обслуживании со снятым капотом. Виден двигатель Turbomeca Arriel.

Вариант оборудованный двигателем Turbomeca Arriel 1B.
AS350 B1
Улучшенная версия оригинального AS350B, оснащенная одним двигателем Arriel 1D, также оснащенная лопастями несущего винта от двухдвигательного AS355, рулевым винтом с сервоприводом и хвостовым оперением также заимствованными от вертолёта Eurocopter AS355 Écureuil 2.
AS350 B2
Вариант с большей максимальной взлетной массой, оснащенный одним двигателем Arriel 1D1. Различия от версии B1 заключаются в наличии  аэродинамической рейки, установленной на хвостовой балке вдоль правого борта, и расположенным под углом выхлопным каналом двигателя для лучшего контроля в полете по рысканию.
AS350 B3
Высокопроизводительная версия оснащена двигателем Arriel 2B, оснащенным одноканальным цифровым блоком управления двигателем (DECU) с механической резервной системой. Этот вертолёт является первым в истории, приземлившимся на вершине Эвереста. Вариант AS350 B3/2B1 оснащен усовершенствованным двигателем с двухканальной электронно-цифровой системой управления двигателем (FADEC), дублированной гидравлической системой управления и максимальной взлётной массой в 2370 кг (5225 фунтов). AS350 B3e (представлен в конце 2011 г.), оснащен двигателем Arriel 2D, позднее AS350 B3e переименован в H125.
AS350 BA
Оснащен двигателем Arriel 1B, лопастями несущего винта от AS355 с более широкой хордой и сервоприводом рулевого винта.
AS350 BB
Вариант AS350 B2, выбранный для удовлетворения потребностей Министерства обороны Великобритании в обучении пилотов вертолётов в рамках Летной школы военных вертолётов (Defence Helicopter Flying School) в 1996 году. Оснащен двигателем Arriel 1D1 с пониженной мощностью для увеличения жизненного цикла вертолётов.
Eurocopter Squirrel HT.1
Обозначение AS350BB, официально эксплуатируемого британскими вооруженными силами в Летной школе военных вертолётов в качестве учебного.
Eurocopter Squirrel HT.2
Обозначение AS350BB, официально эксплуатировавшегося Корпусом армейской авиации Великобритании в качестве учебного вертолёта. Выведен из эксплуатации.
AS350 C
Первоначальный вариант вертолёта с двигателем Lycoming LTS-101-600A2, разработанный для рынка Северной Америки под обозначением AStar. Быстро заменен на AS350D.
AS350 D
Оснащен одним двигателем Lycoming LTS-101. На каком-то этапе продавался под наименованием AStar «Mark III».
AS350 L1
Военная версия AS350 B1, оснащенная турбовальным двигателем Turbomeca Arriel 1D мощностью 510 кВт (684 л.с.). Заменён AS350 L2.
AS350 L2

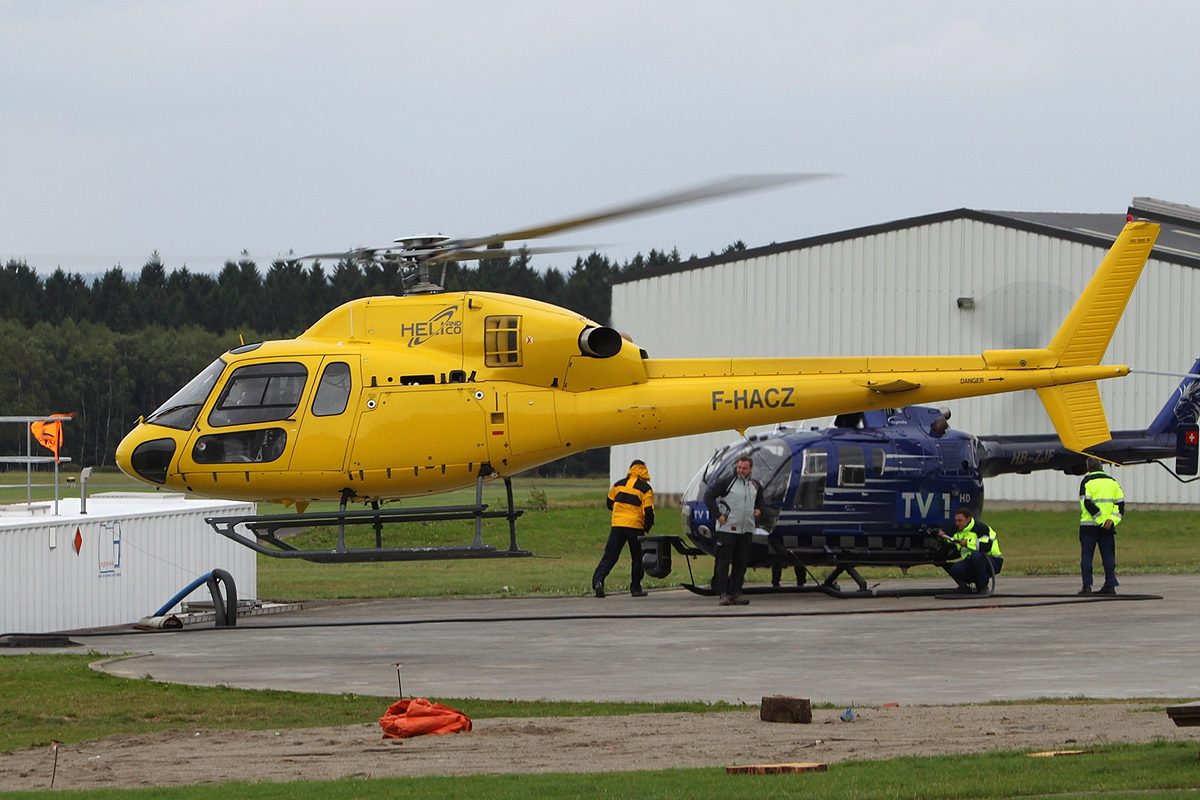
Вертолет AS355, являющийся прямым развитием AS350 с двумя двигателями вместо одного и увеличенной максимальной взлетной массой

Военная версия AS350 B2, оснащённая турбовальным двигателем Turbomeca Arriel 1D1 мощностью 546 кВт (732 л.с.). Обозначение заменено на AS550 C2.
HB350 B Esquilo
Невооружённая военная версия для ВВС Бразилии. Бразильские обозначения CH-50 и TH-50. Построен по лицензии Helibras в Бразилии.
HB350 B1 Esquilo
Невооружённая военная версия для ВМС Бразилии. Бразильское обозначение UH-12. Построен по лицензии Helibras в Бразилии.
HB350 L1
Вооружённая военная версия для бразильской армии. Бразильское обозначение HA-1. Построен по лицензии Helibras в Бразилии.
AS355 Écureuil 2
Двухмоторный легкий многоцелевой вертолёт, созданный на основе одномоторного AS350 Écureuil. Оснащен двумя турбовальными двигателями Allison 250-C20F мощностью 313 кВт (420 л.с.) каждый. Максимальная взлётная масса вертолёта увеличена до 2 540 кг.

## Технические характеристики
Приведённые характеристики соответствуют модификации AS.350B3.
Источник данных: Jane's.

Технические характеристики
- Экипаж: 1—2 пилота
- Пассажировместимость: 5—6 человек
- Длина: 12,94 м
- Длина фюзеляжа: 10,93 м
- Диаметр несущего винта: 10,69 м
- Диаметр рулевого винта: 1,86 м
- Высота: 3,14 м
- Площадь, ометаемая несущим винтом: 89,75 м²
- Колея шасси: 2,17 м
- Масса пустого: 1175 кг
- Максимальная взлётная масса: 2250 кг
  - с подвеской: 2800 кг
- Объём топливных баков: 540 л (+475 л дополнительный бак в кабине)
- Силовая установка: 1 × турбовальный Turbomeca Arriel 2B
- Мощность двигателей: 1 × 847 л.с. (1 × 632 кВт)

Габариты грузовой кабины
- Длина: 2,42 м
- Ширина: 1,65 м
- Высота: 1,35 м
- Площадь пола: 2,6 м²

Лётные характеристики
- Максимально допустимая скорость: 287 км/ч
- Максимальная скорость: 259 км/ч
- Практическая дальность: 661 км
- Практический потолок: 5280 м
- Статический потолок:  
  - с использованием эффекта земли: 4260 м
  - без использования эффекта земли: 3630 м
- Скороподъёмность: 10,3 м/с
- Нагрузка на диск: 30,6 кг/м² (с подвеской)
- Тяговооружённость: 222,2 / 181,8 Вт/кг (без/с подвеской при максимальной взлётной массе)

## Операторы
AS350 находится в эксплуатации по всему миру у частных лиц, авиакомпаний и чартерных операторов, бригад скорой медицинской помощи, государственных служб и правоохранительных органов. Перечислены некоторые правительственные и военные операторы.

### Правительственные и военные операторы
Австрия
- Федеральная полиция Австрии[43]

 Аргентина
- Полиция провинции Буэнос-Айрос[44]
- Национальная жандармерия Аргентины[45]

 Боливия
- ВВС Боливии[46]

 Бразилия
- ВВС Бразилии[46]
- Авиация ВМС Бразилии[46]
- Полиция штата Сан-Паулу[47]
- Полиция штата Минас-Жерайс[47]
- Военная полиция Бразилии[47]

 Великобритания

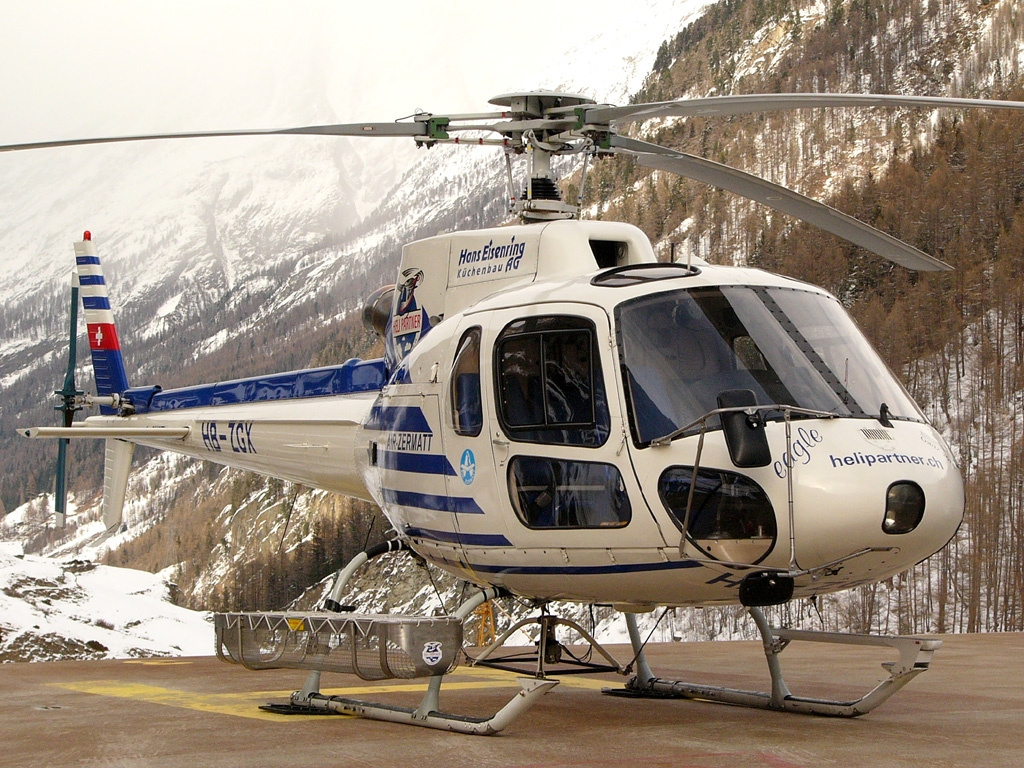
Aerospatiale AS-350B-2 Ecureuil на посадочной площадке в Швейцарских Альпах

- Empire Test Pilots' School[англ.] (Школа летчиков-испытателей)

 Грузия
- МВД Грузии[48]

 Дания
- ВВС Дании[46]

 Египет
- ВВС Египта[46]

 Израиль
- Полиция Израиля[49]

 Иордания
- ВВС Иордании[46]

 Исландия
- Береговая охрана Исландии[50]

 Камбоджа
- ВВС Камбоджи[46]

 КанадаКанада
- Полиция Калгари[51]
- Полиция Эдмонтона[52]
- Королевская канадская конная полиция[53]

 Катар
- Вооружённые силы Катара[46]

 Кения
- ВВС Кении[54]

 Непал
- Непальское Армейское Воздушное сообщение[46]

 Пакистан
- Корпус армейской авиации Пакистана[46]

 Парагвай
- Авиация Национального военного флота Парагвая[46]
- ВВС Парагвая[46]

 Португалия
- Министерство внутренней администрации Португалии[55]

 Россия
- АОСН Росгвардии[56]

 США
- Полиция штата Аляска[57]
- Департамент полиции Анахайма[58]

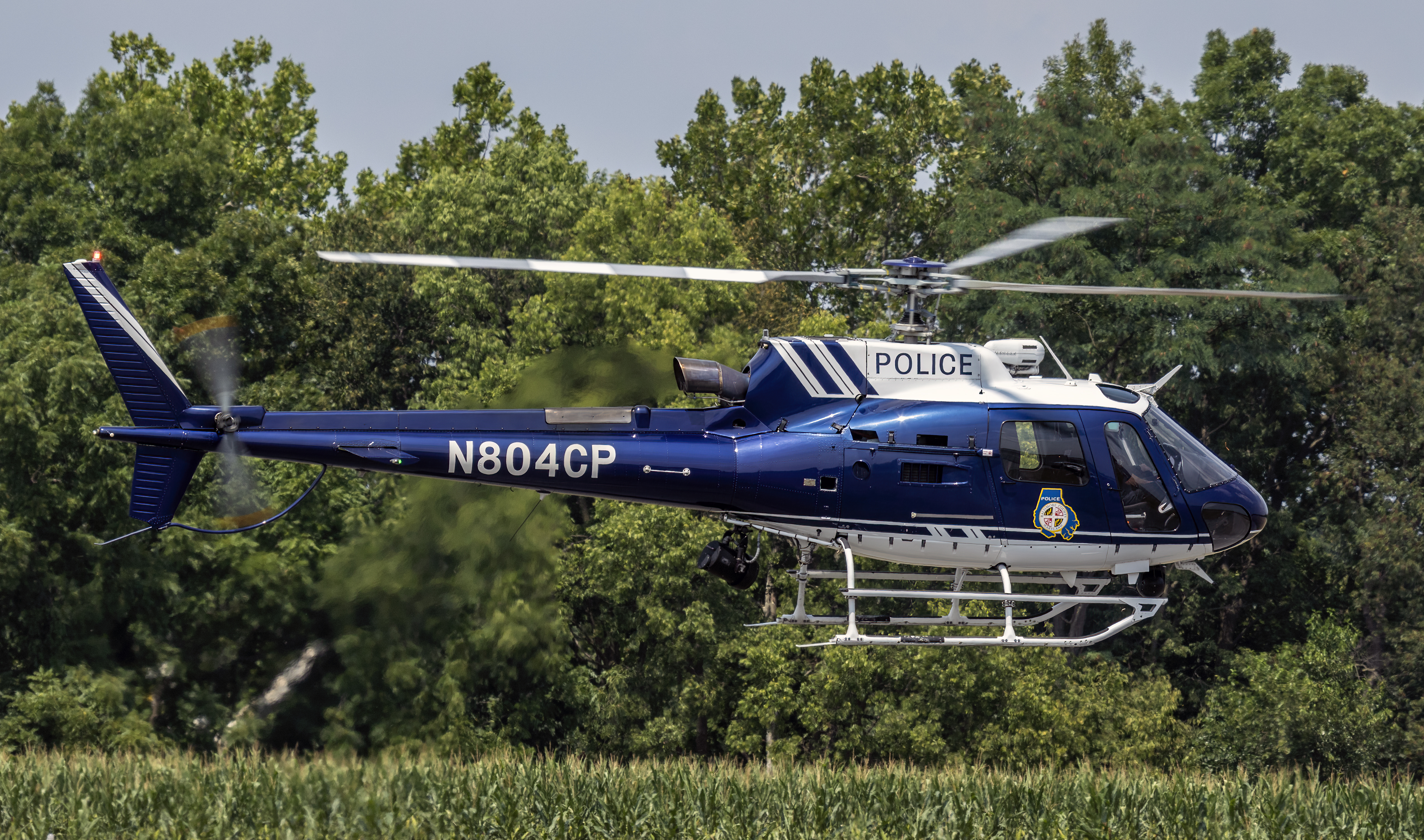
Вертолет EC350 департамента полиции округа Балтимор

- Департамент полиции округа Балтимор[59]
- Столичный департамент полиции округа Колумбия[60]
- Калифорнийский дорожный патруль[61]
- Департамент шерифа округа Лос-Анджелес[62]
- Департамент полиции Лос-Анджелеса[63]
- Департамент полиции Майами[64]
- Департамент полиции Мемфиса[65]
- Офис шерифа округа Окленд[66]
- Департамент полиции Оклахома-Сити[67]
- Департамент шерифа округа Ориндж[68]
- Департамент полиции Сан-Диего[69]
- Департамент полиции Сан-Хосе[70]
- Департамент полиции Филадельфии[71]
- Погранично-таможенная служба США[28]

 Украина
- МВД Украины[72]

 Филиппины
- Национальная полиция Филиппин[73]

 Франция
- Национальная жандармерия Франции[74]

 Центральноафриканская Республика
- ВВС Центральноафриканской республики[46]

 Чад
- ВВС Чада[46]

 Эквадор
- Сухопутные войска Эквадора[46]

 Южно-Африканская Республика
- Воздушная служба национальных парков Южно-Африканской Республики[75]
- Полицейская служба Южно-Африканской Республики[75]

## Происшествия и катастрофы
По данным Aviation Safety Network, 1415 происшествий и катастроф с участием различных модификация вертолёта. По состоянию на 26 апреля 2024 года в них погибли 994 человека.

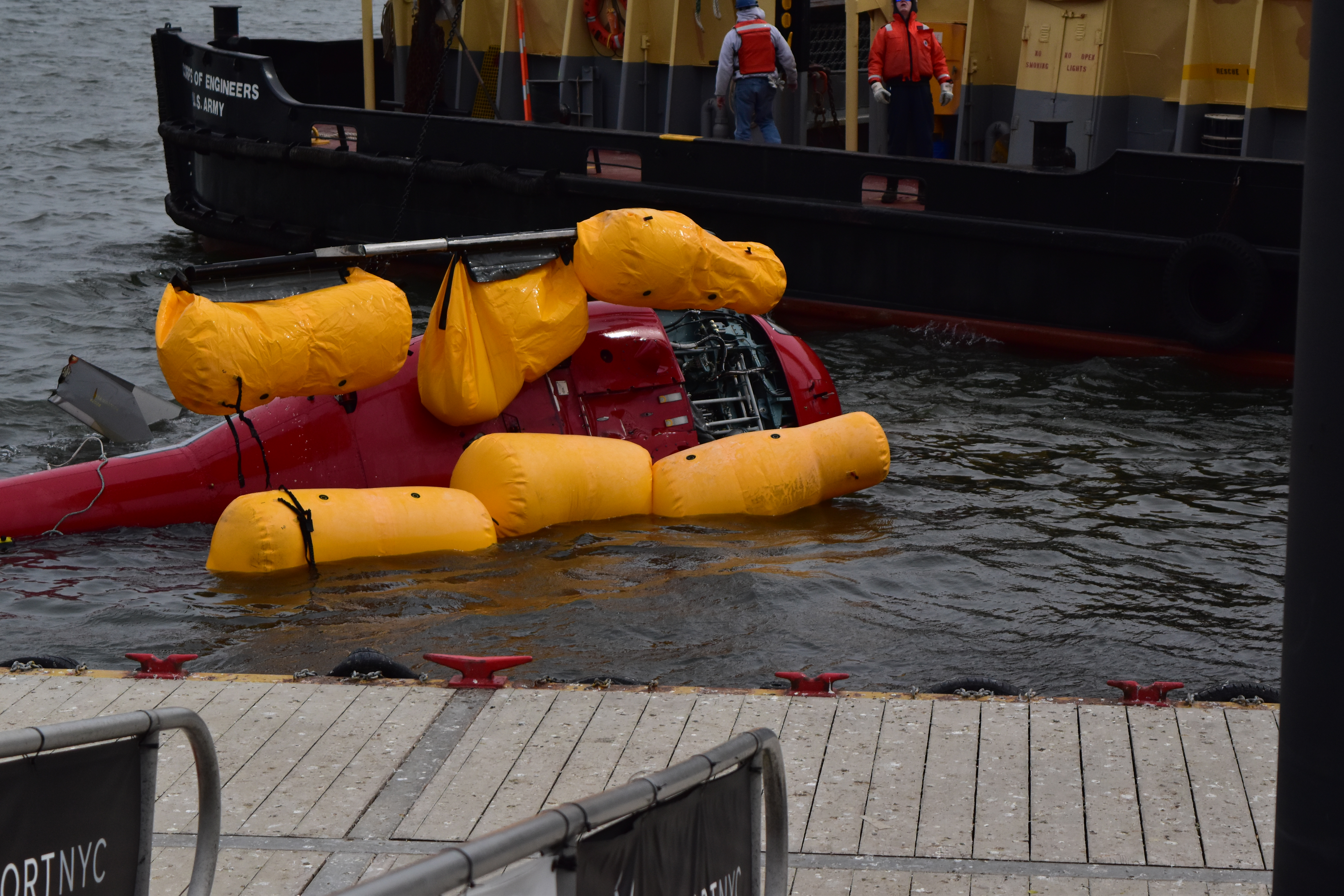
EC350 рухнувший в пролив Ист-Ривер в Нью-Йорке в 2018 году

Первая катастрофа этого вертолёта произошла в Ла-Фар-лез-Оливье (Франция) 6 апреля 1978 года во время демонстрационного полёта. Тогда погибли 3 из 5 человек на борту.
Крупнейшей авиакатастрофой с участием вертолёта стало Столкновение над Вилья-Кастелли, 9 марта 2015 года, когда в небе над Ла-Риохой в Аргентине столкнулись два Aérospatiale AS.350 Écureuil. В результате погибли все находившиеся на обоих бортах 10 человек, включая трёх французских спортсменов (олимпийская чемпионка Камиль Мюффа, призёр Олимпийских игр Алексис Вастин и писательница Флоранс Арто), которые участвовали в съёмках популярного реалити-шоу Dropped для французского телевидения.
Крупнейшей катастрофой одного вертолёта стало крушение Aérospatiale AS.350 Écureuil в Курдистане в плохую погоду 15 марта 2023 года. Тогда погибли 9 человек.
9 человек, 6 из которых были на борту вертолёта, погибли при столкновении Aérospatiale AS.350 Écureuil с Piper PA-32R-300 8 августа 2009 года в штате Нью-Джерси (США).
12 ноября 2001 года при крушении AS.350 в Непале погибли 6 человек. Среди жертв — принцесса Непала Прекшья Шах.
27 июля 2007 над Финиксом (Аризона, США) столкнулись два новостных вертолёта AS 350, снимавших полицейскую погоню, в результате чего погибли все 4 человека, находившиеся в обоих вертолётах.
15 сентября 2007 года в результате крушения вертолёта в окрестностях Ланарка погиб раллийный гонщик Колин МакРей со своим сыном и ещё двумя друзьями, находившимися на борту.
10 июня 2012 года AS.350 врезался в холм в Кении. Погибли 6 человек, среди которых был министр внутренней безопасности Кении Джордж Сайтоти и помощник министра Джошуа Орва Ойод.
3 октября 2018 года, неподалёку от деревни Вонышево Солигаличского района Костромской области, упал частный вертолёт AS-350 с бортовым номером RA-07272. Среди погибших в результате крушения вертолёта AS-350 в Костромской области был заместитель генпрокурора России Саак Карапетян.
11 марта 2018 года экскурсионный вертолёт упал в пролив Ист-Ривер в Нью-Йорке, в результате чего погибли 5 человек. Два пассажира погибли на месте, еще трое скончались в больнице. Пилот покинул вертолёт после крушения. Вертолёт эксплуатировался компанией Liberty Helicopters.